# Leptotarsus (Macromastix) pseudoaurantioceps
Leptotarsus (Macromastix) pseudoaurantioceps is een tweevleugelige uit de familie langpootmuggen (Tipulidae). De soort komt voor in het Australaziatisch gebied.